# Sognando Broadway
Sognando Broadway (Waiting for Guffman) è un film del 1996 diretto da Christopher Guest.